# Frontera entre Afganistán y Turkmenistán
La frontera entre Afganistán y Turkmenistán es la frontera que separa los países de la República Islámica de Afganistán y la República de Turkmenistán. Tiene 744 km de longitud.

## Características
Los territorios fronterizos son: de Afganistán las provincias: Herat, Badgis, Faryab y la Jawzjan, y de Turkmenistán las provincias: Mary y Lebap.